# Recha Meyer

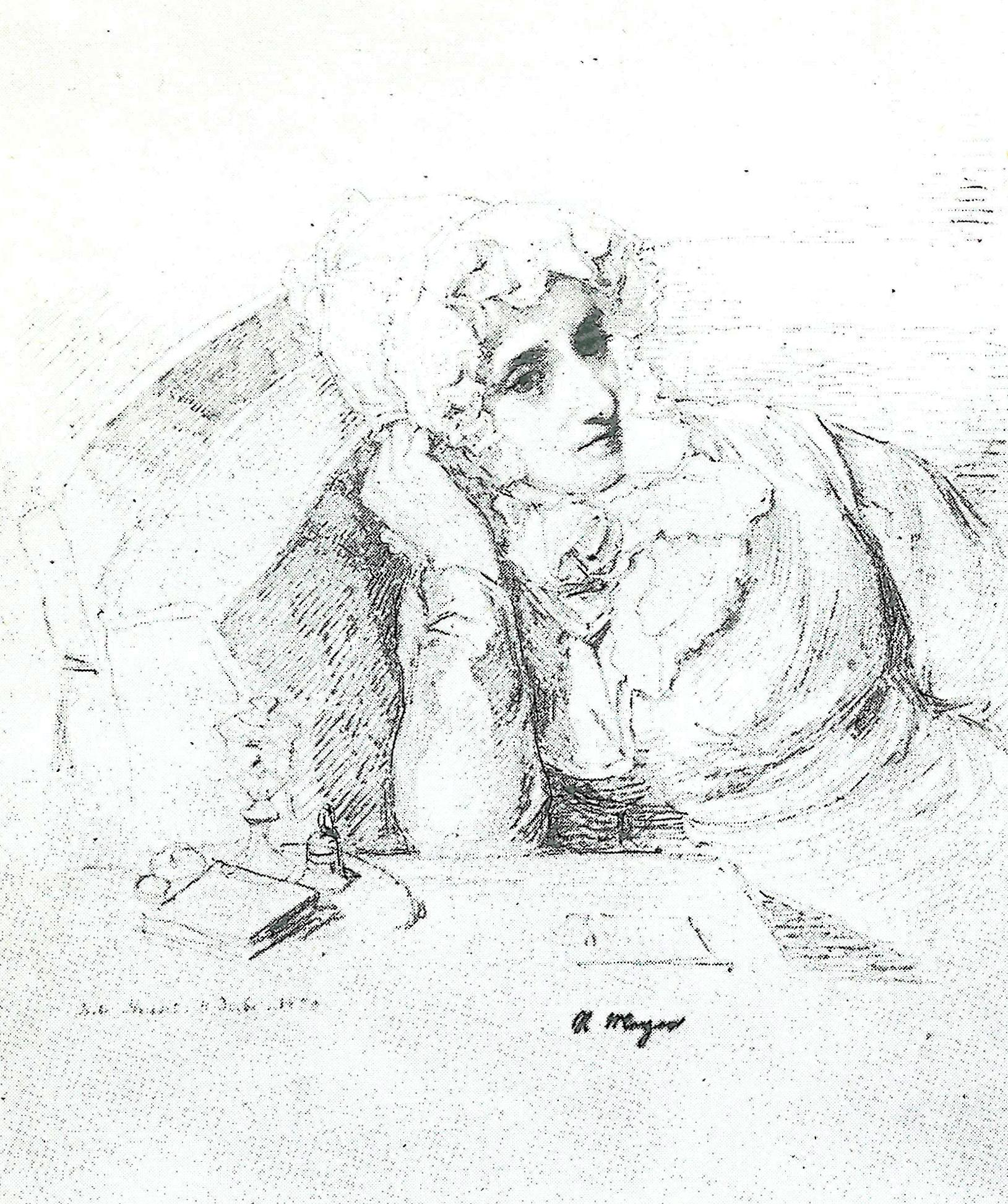
Recha Meyer geb. Mendelssohn (Dezember 1830), Bleistift-Zeichnung von Wilhelm Hensel

Recha „Reikel“, auch Rebecca Meyer, geb. Mendelssohn (* 14. Juli 1767 in Berlin; † 24. April 1831 ebenda) war eine Tochter des Philosophen Moses Mendelssohn.

## Leben und Wirken
Recha Mendelssohn kam im Sommer 1767 als dritte Tochter des Philosophen Moses Mendelssohn und seiner Ehefrau Fromet Mendelssohn, geb. Gugenheim, in Berlin zur Welt. Sie war eine Enkelin von Mendel Heymann, dem Stammvater der weitverzweigten jüdischen Familie Mendelssohn, der viele Gelehrte, Künstler und Bankiers entstammen.
Recha Mendelssohns ältere Schwester Brendel war die Schriftstellerin Dorothea Schlegel, ihre beiden jüngeren Brüder die Bankiers Joseph Mendelssohn und Abraham Mendelssohn Bartholdy. Sie war eine Tante der Komponisten Fanny Hensel und Felix Mendelssohn Bartholdy und der beiden Maler Johannes und Philipp Veit.
Gemeinsam mit ihrer Schwester Brendel und ihrem Bruder Joseph wurde Recha Mendelssohn zu Hause unter der Aufsicht ihres Vaters von Hauslehrern unterrichtet.
Als Kind verbrachte sie gemeinsam mit ihren Geschwistern oft die Sommerferien in der norddeutschen Residenz des Herzogs von Mecklenburg-Strelitz, wo Mendel Meyer, ein enger Freund ihres Vaters, als Kammeragent arbeitete.
Im Sommer 1786 heiratete Recha Mendelssohn auf Wunsch ihres Vaters im Alter von ungefähr neunzehn Jahren Meyers Sohn Mendel Nathan Meyer, dessen Schwester Henriette später ihren Bruder Joseph heiratete. Recha Meyer lebte zunächst mit ihrer verwitweten Mutter und den jüngeren Geschwistern bei ihrem Ehemann in Neustrelitz.
Im Oktober 1793 kam ihr einziges Kind, die Tochter Rebecca „Betty“ Meyer (1793–1850), zur Welt. Die Ehe Recha Meyers verlief nicht glücklich und wurde im Jahr 1800 wieder geschieden. Recha Meyer zog nach ihrer Scheidung gemeinsam mit ihrer Mutter nach Altona und führte dort ab 1802 zunächst in der Palmaillenstraße, später in der Kleinen Mühlenstraße, ein Pensionat für junge Mädchen. Später kehrte sie nach Berlin zurück und lebte in der Familie ihres Bruders Abraham. Im Jahr 1818 heiratete ihre Tochter Betty in Berlin den Bankier Heinrich Beer (1794–1842), einen Bruder des Komponisten Giacomo Meyerbeer; im Jahr 1821 wurde ihr Enkel Anton Ludwig Beer geboren, der jedoch bereits im Alter von zehn Jahren verstarb.
Während die meisten ihrer Geschwister zum Christentum konvertierten, blieb Recha Meyer zeitlebens Jüdin.
Recha Meyer war ihr Leben lang kränklich und häufig darauf angewiesen, dass sie von Angehörigen gepflegt wurde. Nach mehrjähriger Krankheit starb sie am 23. April 1831 in Berlin an „Lungensucht“. Nur wenige Monate zuvor hatte der Kunstmaler Wilhelm Hensel, der Ehemann ihrer Nichte Fanny, die einzige von ihr erhaltene Porträt-Zeichnung angefertigt. Recha Meyer wurde auf dem Jüdischen Friedhof Schönhauser Allee begraben. Ihre Tochter Betty widmete ihr neben dem Ehrengrab ihres Schwagers Giacomo Meyerbeer eine Denktafel.